# 더 보이 (2019년 영화)
《더 보이》(영어: Brightburn)는 2019년 개봉한 미국의 슈퍼히어로 SF 공포 영화이다. 데이비드 야로베스키가 연출을, 브라이언 건과 마크 건이 각본을 맡았다.

## 줄거리
일련의 도미노 현상처럼, 주인공 소년 브랜던이 침대 밑에 숨겨놓은 호기심 어린 잡지들을 엄마 토리가 남편 카일에게 보여주면서부터 사건이 발단된다.
세상을 향한 분노의 화염 광선("Bright Burn")에도 불구하고 착해질 수 있는 브랜던의 마지막 희망을 엄마 토리는 끝내 사랑으로 붙잡지 못한다.

## 출연
- 엘리자베스 뱅크스 - 토리 브라이어 역
- 데이비드 덴먼 - 카일 브라이어 역
- 잭슨 A. 던 - 브랜던 브라이어 역
- 메러디스 해그너 - 메릴리 맥니콜 역
- 맷 존스 - 노아 맥니콜 역
- 그레고리 앨런 윌리엄스 - 보안관 제럴드 디버 역
- 제니퍼 홀랜드 - 에스펀시드 부인 역
- 스티브 에이지 - EJ 역
- 스티븐 블랙하트 - 트래비스 역
- 마이클 루커 - 더 빅 T 역
- 레인 윌슨 - 크림슨 볼트 (사진 출연)

## 기타 제작진
- 배역: 리치 딜리아
- 미술: 패트릭 M. 설리번 주니어

## 반응
일부 영화 관계자들은 이 영화를 '최초의 슈퍼히어로 호러'로 분류하고 있다.